# دينيس ليندسي (لاعب كريكت)
دينيس ليندسي (4 سبتمبر 1939 في جنوب أفريقيا - 30 نوفمبر 2005) (بالإنجليزية: Denis Lindsay)‏ هو لاعب كريكت جنوب أفريقي. شارك مع منتخب جنوب أفريقيا الوطني للكريكت.

## وصلات خارجية
- دينيس ليندسي على موقع إي آس بي آن كريك إنفو (الإنجليزية)